# Општина Коцушка (Ботошани)
Коцушка (рум. Coţuşca) општина је у Румунији у округу Ботошани.
Oпштина се налази на надморској висини од 192 m.